# I flagellatori dell'oceano
I flagellatori dell'oceano è un romanzo di avventura marinaresca con elementi fantascientifici scritto da Luigi Motta e pubblicato nel 1901.
Con questo suo primo romanzo, pubblicato grazie a un concorso bandito dall'editore Donath di Genova, Motta inaugura un "Ciclo dei Ramavala, o del mare indiano" che consta di altre 9 opere.

## Storia editoriale
La prima edizione uscì per l'editore A. Donath di Genova nel 1901, risultando vincitrice di un concorso bandito l'anno precedente. La tiratura originale era accompagnata da una lunga prefazione a firma di Emilio Salgari, dedicatario del volume, nella quale il maestro veronese ne lodava l'intreccio esotico e l'accuratezza tecnico-marinaresca.
La seconda edizione accresciuta apparve a Milano per L'Italica nel 1923 (disponibile in formato digitale open access), con copertina e illustrazioni di Gennaro D'Amato.
L'editore milanese O.L.M. negli anni trenta (poi da S.A.D.E.L. negli anni quaranta divise il romanzo in due tomi economici per ragazzi: Il corsaro di Ceylon (talvolta in copertina Il corsaro di Ceylan o Il pirata di Ceylan) e I flagellatori dell'Oceano (seconda parte).
Una ristampa tascabile venne pubblicata nel 1951 dall'editore Andrea Viglongo, poi nel 1972 all'interno della collana I capolavori di Emilio Salgari.
Il romanzo venne tradotto in francese e spagnolo, come altre opere di Motta.

## Trama
Nella «foresta vergine» di Ceylon, il capitano Billy-Bones e l'ufficiale Twain sono impegnati in una ricognizione contro una misteriosa confraternita di pirati nota come «Flagellatori dell'Oceano».
Durante l'avanzata gli uomini del capitano osservano l'impiego, da parte dei nemici, di «mezzi potenti dell'elettricità», arma innovativa che lascia presagire una minaccia di più vasta portata.
Nel corso dello scontro iniziale il guerriero indigeno Zampa-di-Leone viene catturato e trascinato via da «venti guerrieri» affiliati alla setta, determinando l'inseguimento dei protagonisti verso la costa dell'Oceano Indiano.
Il brigantino corsaro Terror di Billy-Bones è subito braccato da due unità britanniche; a bordo mancano viveri e carbone, ma Bones rifiuta la resa anche quando i cannoni nemici sparano il colpo d'intimazione. La caccia prosegue attraverso il Golfo del Messico, lo Stretto dello Yucatán e le Antille finché il Terror, sfinito, fa naufragio su un banco delle Bahamas e i superstiti vengono raccolti dall'incrociatore britannico Tennyson del capitano sir John Chambers.
Una notte, accanto al Tennyson, scivola «silenziosa come uno spettro» l'unità corazzata Oyster, al comando di D'Arris, capo dei Flagellatori. Chambers e Bones riconoscono nel vascello il prodotto dell'antica «Associazione di naufragatori» nata a Ceylon. Un'ampia retrospettiva ricostruisce le origini del pirata malese Singa-D'Arismai (detto D'Arris): figlio del capo corsaro Singa-Vadiujka, dopo anni di saccheggi nel prahu Ramavala egli tradì l'alleanza, fuggì con il battello sottomarino dell'associazione e fondò la confraternita elettrica dei Flagellatori con basi dalle Molucche fino a Porto-Natale.
Il racconto si sposta quindi nella Guiana, dove Billy-Bones e Twain, separati dalla squadra inglese, cadono prigionieri dei Pelli-rosse Mundrucus «decapitatori». Grazie a dinamite e mitragliatrici recuperate dal Terror, i due rovesciano il villaggio e liberano diversi ostaggi, ma attirano su di sé la vendetta dei Flagellatori, che alleano la tribù contro di loro. Dopo una «fuga notturna» attraverso la foresta equatoriale i protagonisti rientrano al Tennyson.
Frattanto D'Arris, con il piroscafo blindato Weaver e il sommergibile Albatros, sequestra Nelly Chambers — la figlia di sir John — e il giovane luogotenente James Barthon, che porta sull'avambraccio la cicatrice di un mignolo reciso. Il pirata riconosce nel segno il proprio figlio Kand-Wakon, creduto morto: durante un duello sul Ramavala anni prima egli aveva tentato di sgozzarlo ed era stato fermato da Chambers, che poi aveva allevato il ragazzo.
Nel rifugio corallino dell'isola di Trinità i Flagellatori radunano l'armamentario elettrico con cui progettano di bloccare la navigazione atlantica; ma il Tennyson stabilisce il «blocco del rifugio», costringendo il Weaver a un'uscita di forza. Billy-Bones guida l'assalto: sfuggito all'ipnosi del suo antico complice D'Arris, sabota le dinamo di bordo e libera Nelly, mentre Twain piazza cariche esplosive nelle stive.
Sotto il fuoco incrociato dei pezzi britannici l'Albatros tenta di lanciare la propria «testata esplosiva» contro il Tennyson, ma urta un banco corallifero e salta in aria, travolgendo il Weaver già incendiato dal sabotaggio. «Le acque dell'Oceano inghiottirono le carcasse sfasciate e fumanti del Weaver e dell'Albatros e stesero poscia inesorabili il loro liquido lenzuolo» su D'Arris e sulla sua ciurma di naufragatori.
Tra i pochi superstiti si contano proprio Billy-Bones, Twain, Nelly e James-Kand-Wakon. Il giovane cerca di ottenere dal padre sanguinario un atto di pentimento, ma Singa-D'Arismai, ormai «impenitente scorridore», rifiuta di riconoscere il figlio e muore ferito nelle caverne del rifugio, maledicendo gli Inglesi. Billy-Bones, gravemente colpito, consegna ai marinai britannici il diario delle sue avventure e, prima di spirare, dichiara sciolta la confraternita elettrica che lui stesso aveva contribuito a creare. Sir John Chambers riabbraccia la figlia e offre a Kand-Wakon la scelta fra la Royal Navy o il ritorno a «Sulong, la perla dell'Oriente»; il ragazzo decide di restare a bordo del Tennyson, chiudendo così la vicenda dei Flagellatori dell'Oceano.

## Accoglienza e critica
All'uscita il libro ottenne un buon successo commerciale e venne recensito favorevolmente dai periodici letterari del tempo (Nuova Antologia, 1901), che ne sottolineavano il ritmo narrativo "salgariano" e la novità degli apparecchi elettrici descritti. Felice Pozzo, in una retrospettiva del 2000, lo considera «punto di partenza di un filone avventuroso-scientifico che proseguirà con i cicli dei Ramavala e dei Tempi futuri».
L'interesse della critica contemporanea per il romanzo si inserisce in una più ampia riscoperta della letteratura d'anticipazione fra XIX e XX secolo. Gli studi sulla protofantascienza italiana collocano I flagellatori dell'oceano fra i testi che, all'alba del Novecento, contaminarono il romanzo d'avventura con anticipazioni scientifiche e tecnologiche. Carmine Treanni elenca il romanzo fra le «tracce di proto-fantascienza italiana», insieme a Il raggio naufragatore (1903) e Il tunnel sottomarino (1912) dello stesso autore.
Salvatore Canneto nel Dizionario biografico degli italiani definisce Motta un anticipatore della letteratura fantastica e scientifica italiana.
Nel numero monografico di Science Fiction Studies dedicato alla fantascienza italiana (vol. 42, n. 2, 2015) Salvatore Proietti ricorda che Motta, con altri autori popolari, introdusse in Italia le figure dello scienziato folle e delle armi futuribili, ponendo le basi per la successiva narrativa tecnico-speculativa.

## Personaggi
Billy-Bones
Capitano del brigantino Terror e guida della spedizione antipirata.
Twain
Ufficiale di fiducia di Billy-Bones, partecipa alle ricognizioni terrestri e all'assalto finale.
Sir John Chambers
Comandante dell'incrociatore Tennyson, alleato di Billy-Bones e padre di Nelly.
Nelly Chambers
Figlia di sir John, rapita da D'Arris e tenuta in ostaggio presso il rifugio corallino.
James Barthon / Kand-Wakon
Giovane luogotenente allevato da Chambers; scopre di essere il figlio di D'Arris.
Singa-D'Arismai (D'Arris)
Capo dei «Flagellatori dell'Oceano», pirata malese dotato di navi corazzate e armi elettriche.
Zampa-di-Leone
Guerriero indigeno cingalese, alleato dei protagonisti e rapito dai Flagellatori all'inizio della vicenda.

## Edizioni
- I flagellatori dell'oceano, collana Biblioteca Illustrata per la Gioventù, Genova, A. Donath, 1901.
- I flagellatori dell'oceano. Romanzo d'avventure, collana Collezione dei "Viaggi Straordinari" di Luigi Motta, Milano, L'Italica, 1923.
- I flagellatori dell'oceano, Firenze, R. Bemporad & Figlio, circa 1925.
- Il corsaro di Ceylon, Milano, O.L.M., circa 1930. (prima parte del romanzo)
- I flagellatori dell'oceano, Milano, O.L.M., circa 1930. (seconda parte del romanzo)
- Il corsaro di Ceylon, Milano, S.A.D.E.L., circa 1940. (prima parte del romanzo)
- I flagellatori dell'oceano, Milano, S.A.D.E.L., circa 1940. (seconda parte del romanzo)
- I flagellatori dell'Oceano Indiano. Romanzo d'avventure, Torino, Andrea Viglongo e C., 1951.
- I flagellatori dell'Oceano Indiano. Romanzo d'avventure, collana I Capolavori di Emilio Salgari, Torino, Andrea Viglongo e C., 1972.

### Traduzioni
- (FR) Les Flagellateurs de l'Océan, collana Les Romans d'Aventures n. 49, Paris, Éditions J. Ferenczi & Fils, 1928.
- (ES) Los flageladores del Océano, collana Viajes y Aventuras, traduzione di José Campo Moreno, Barcelona, Editorial Maucci.
- (ES) Los flageladores del Océano, collana Los Grandes de la Aventura n. 10, traduzione di José Campo Moreno, Barcelona, Favencia, S.A., 1974.